# Matwiej Giedensztrom
Matwiej Giedensztrom (ros. Матвей Матвеевич Геденштром, niem. Mathias von Hedenström ur. ok. 1780, zm. 20 września 1845) – rosyjski podróżnik, badacz Syberii i pisarz.

## Życiorys
Matwiej Giedensztrom studiował na Uniwersytecie w Tartu, jednak nie ukończył edukacji, porzucając ją na rzecz pracy w Rewlu. Wkrótce potem został aresztowany pod zarzutem przemytu i zesłany na Syberię. W 1808 roku Giedensztrom zjawił się w Irkucku, gdzie zajął się badaniem wybrzeży Oceanu Arktycznego. Z powodu braku odpowiedniego wykształcenia na miejscu uzupełniał braki w wiedzy i umiejętnościach obsługi specjalistycznego sprzętu. Giedensztrom kierował ekspedycją kartograficzną na Wyspy Nowosyberyjskie, wspólnie z Jakowem Sannikowem, Piotrem Pszenicynem oraz Iwanem Kożewinem. W trakcie tej ekspedycji donieśli oni o istnieniu wyspy położonej na północ od Kotielnego, nazwanej Ziemią Sannikowa. Dopiero 100 lat później dowiedziono, że wyspa ta w rzeczywistości nie istnieje. W 1809 roku Giedensztrom dotarł na odkrytą trzy lata wcześniej, wyspę nazwaną przez niego Nową Syberią. Zasługą Giedensztroma jest także pierwszy, wstępny opis wybrzeża pomiędzy rzekami Kołyma i Jana, odbył on także wiele podróży do Jakucji oraz w okolicach jeziora Bajkał.
W 1813 roku Giedensztrom został zatrudniony w sekretariacie gubernatora guberni irkuckiej, wkrótce potem został naczelnikiem policji w okręgu Ułan Ude, co nie przeszkodziło mu w prowadzeniu prac badawczych. W 1819 roku gubernator generalny Syberii, Michaił Spierański, zaprosił Giedensztroma do Irkucka. 20 lutego 1820 roku Giedensztrom został usunęty ze stanowiska z powodu konfliktów z otoczeniem, autorytarnych metod rządzenia i oszustwa. Został skazany na dożywotni zakaz sprawowania funkcji publicznych i wjazdu do europejskich guberni oraz osadzony w Tobolsku. W 1827 roku pozwolono mu na przyjazd do europejskiej części kraju i zatrudniono w instytucjach państwowych. W latach 30. został naczelnikiem poczty w Tomsku, po przejściu na emeryturę zamieszkał w wiosce w pobliżu tego miasta.
Zmarł 20 września 1845 w wieku 65 lat, został pochowany w Tomsku trzy dni później.